# 日本オーベルジュ協会
日本オーベルジュ協会（にほんおーべるじゅきょうかい）は、日本のオーベルジュの業界団体。2007年4月25日に発足。

## 概要
主に日本国内でオーベルジュのカテゴリーに当たる宿泊施設の概念を確立し、普及させる活動を行うことを目的としている。
オーベルジュの認知拡大のための広報活動などを行っている。
理事長は『オーベルジュ　オー・ミラドー』のオーナーシェフである勝又登。

## 歴史
- 2007年3月12日 関東近郊のオーベルジュを経営するオーナーやシェフらが集まって意見交換会が行われる。
- 2007年4月25日 発足[2]。
- 2008年2月25日 第2回総会および第3回理事会が開催される。

## 理事長
- 勝又登